# Giuseppe Parodi
Giuseppe Parodi (17. prosinec 1892, Vercelli, Italské království – 1. březen 1984, Vercelli, Itálie) byl italský fotbalový záložník.
Fotbalovou kariéru začal v klubu Casale, kde získal první svůj titul v lize (1913/14). Po válce byl na rok zapůjčen do Milanese. Až v roce 1919 přestoupil do svého rodného města a začal hrát za Pro Vercelli, kde získal další dva tituly (1920/21, 1921/22). V roce 1923 ukončil kariéru.
Za reprezentaci odehrál první utkání 15. června 1913 proti Rakousku. Reprezentoval svou zemi na OH (1920).

## Hráčské úspěchy

### Klubové
- 3× vítěz italské ligy (1913/14, 1920/21, 1921/22)

### Reprezentační
- 1x na OH (1912)